# Die Olsenbande sieht rot
Die Olsenbande sieht rot ist eine dänische Kriminalkomödie aus dem Jahr 1976. Es handelt sich um den achten Film mit der Olsenbande.

## Handlung
Egon hat über seinen Zellennachbarn, einen Rechtsanwalt, Kontakt zu Baron Løvenvold hergestellt, der einem der ältesten und angesehensten dänischen Adelshäuser angehört. Dieser hat Schulden und will daher eine wertvolle, 1000 Jahre alte chinesische Vase aus Familienbesitz an einen holländischen Geschäftsmann verkaufen. Da aber der Familienrat bei der Veräußerung von Familienbesitz zustimmen muss und keinesfalls von den Geldnöten des Barons erfahren darf, soll Egon einen Einbruch vortäuschen und dabei die Vase verschwinden lassen.
Bei der Besprechung des Planes in Kjelds und Yvonnes Wohnung lernt Egon außerdem Børges Verlobte Fie kennen, die zu Yvonnes Entsetzen bereits schwanger ist, so dass die dringende Hochzeit in Yvonnes Augen das Wichtigste der Welt ist. Fie erweist sich sofort als ausgesprochen tollpatschig und hat insbesondere die Gewohnheit, Zerbrechliches fallenzulassen.

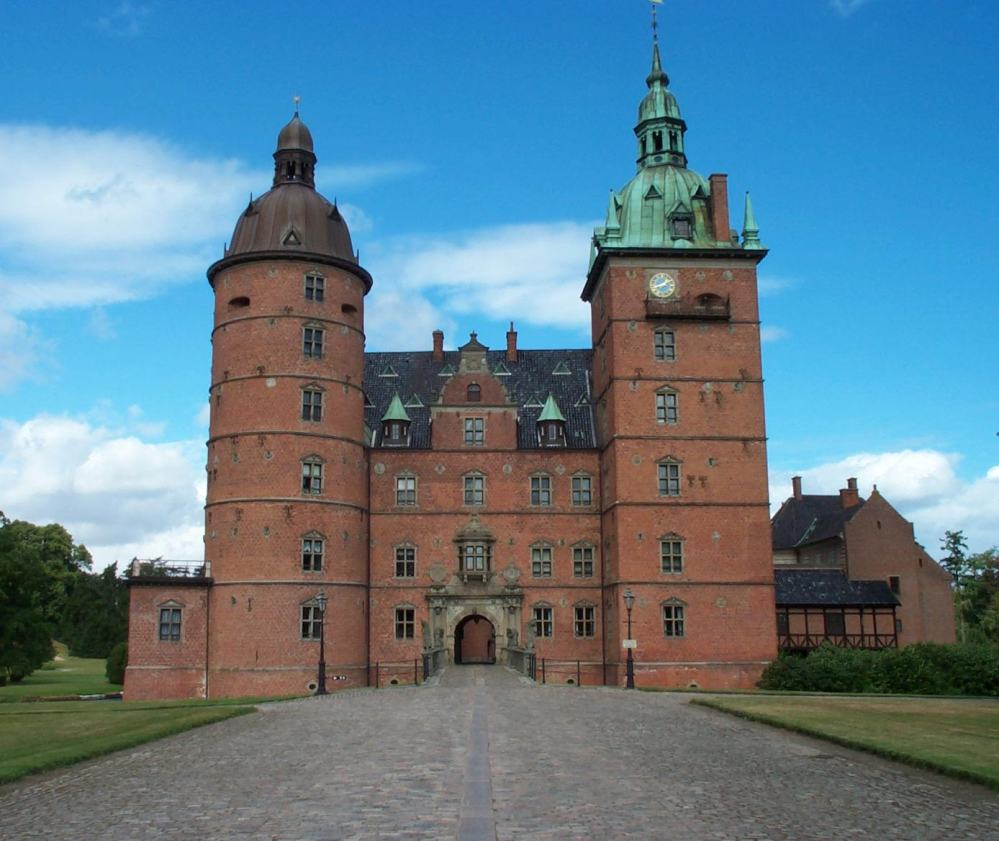
Schloss Vallø – Außenkulisse für den Wohnsitz des Barons

Der Olsenbande gelingt es ohne Probleme, die Vase aus dem Kopenhagener Stadtpalais des Barons zu entwenden. Zu Hause lässt Fie sie allerdings bei der ersten Gelegenheit fallen, worauf Kjeld und Benny die Scherben mühsam wieder zusammenkleben und Yvonne überhaupt kein Verständnis für Egons Entsetzen hat, die Vase sei schließlich schon sehr alt gewesen. Bei der Übergabe am nächsten Morgen zeigt sich, dass Egon wieder einmal betrogen wurde – die Polizei wartet schon auf ihn, und er wandert ins Gefängnis. Deshalb bleibt auch der von Yvonne für die Hochzeit erwartete Geldeingang aus.
Um überhaupt an Geld zu kommen, versuchen Benny und Kjeld in einen Supermarkt einzubrechen, scheitern jedoch. Deshalb sieht Yvonne nur noch den Ausweg, Egon vorzeitig aus dem Gefängnis zu holen, und übernimmt dazu offiziell seine Vormundschaft. Was für sie bedeutet, dass sie ihn wie ein kleines Kind behandelt: Sie kontrolliert seine Fingernägel und schreibt ihm vor, wie lange er abends wegbleiben darf. Egon will sich unbedingt am Baron rächen, indem er in dessen Schloss die echte Vase direkt vor dem Verkauf gegen eine wertlose Kopie austauscht. Versteckt im Catering-Unternehmen kann die Bande ins Schloss eindringen und die Vase austauschen, doch auf der Flucht tappt Egon mit der echten Vase in eine jahrhundertealte Falle in einem der Burgverliese und wird anschließend von Frits, dem Leibwächter des Barons, lebendig eingemauert. Benny und Kjeld, die draußen auf ihn warten, können ihn jedoch aufspüren und befreien.

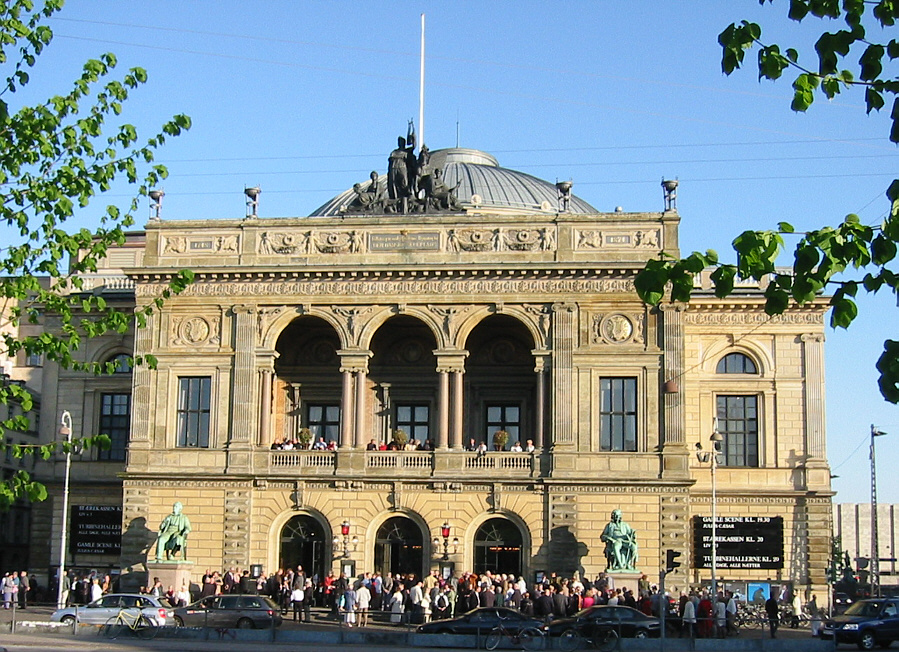
Königliches Theater

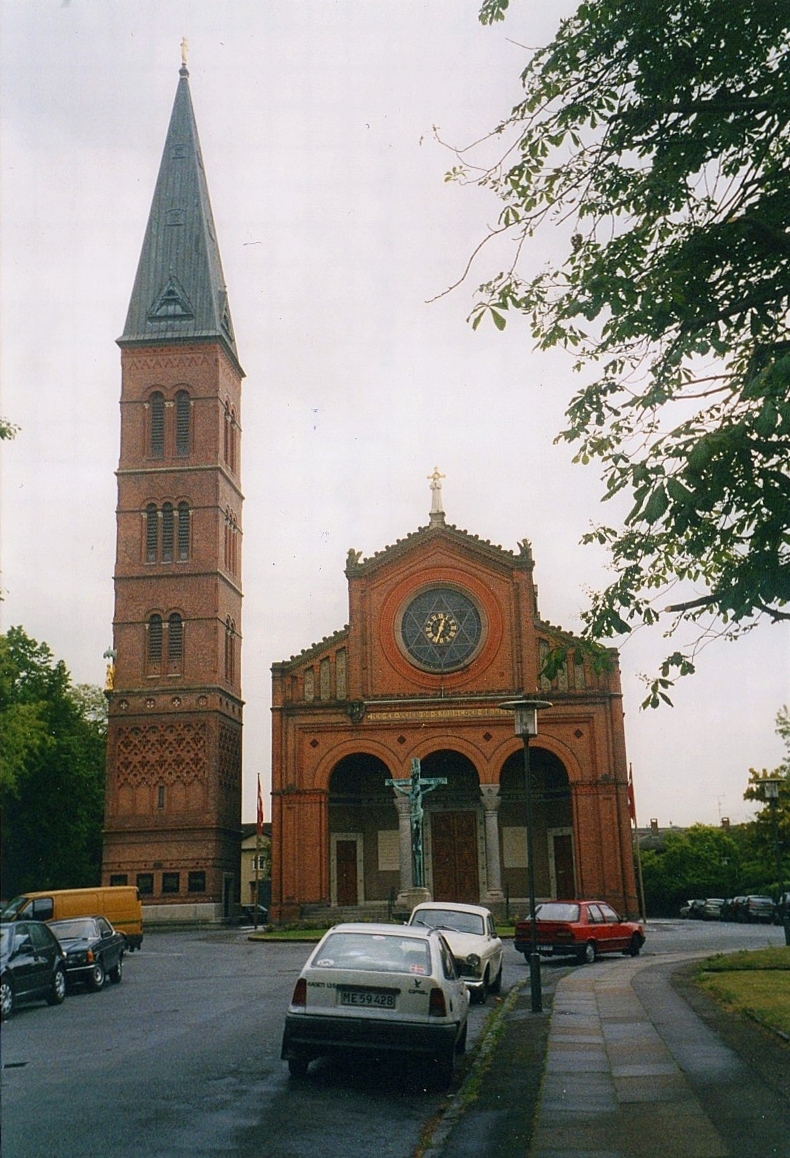
Børge und Fie heiraten in der Jesuskirche in Valby

Um diese Scharte auszuwetzen, ersinnt Egon einen neuen Plan. Der Baron plant, nach der Übergabe der Vase mit seinem holländischen Gast einer Aufführung von Friedrich Kuhlaus Nationalschauspiel Elverhøj im Königlichen Theater beizuwohnen. Während die Ouvertüre gespielt wird, bahnt sich die Olsenbande unter Egons Regie, der die Partitur mitliest, im Takt der lauten Passagen unbemerkt mit Hilfe von Bohrern, Brecheisen und Sprengsätzen einen Weg durch die einzelnen Aufenthaltsräume des Theaterpersonals, die alle durch solide Wände voneinander getrennt sind, bis an einen Aufzug, mit dem Børge zur Loge des Barons fährt. In dem Moment erklingt in der Ouvertüre die dänische Königshymne Kong Christian stod ved højen mast, zu der sich das Publikum traditionell erhebt, so dass Børge Vase und Geldkoffer unbemerkt ihren Bewachern abnehmen kann, auf denen diese zuvor gesessen haben.
Nach dem geglückten Coup heiraten Børge und Fie, gleich darauf fährt die Olsenbande mit der Vase zur Polizei, um die auf das wertvolle Stück ausgesetzte Belohnung zu kassieren. Erwartungsgemäß lässt Fie dort die Vase fallen, so dass sie in Scherben zerspringt, was Kommissar Jensen allerdings ganz recht ist, da er ansonsten anhand dieses Beweisstückes den einflussreichen Baron hätte verhaften müssen, was seine Karriere ruiniert hätte. Der Baron wird auf Beschluss des Familienrates wie zuvor Egon im Keller eingemauert.
Als Egon Yvonne das mit der Vase erbeutete Geld präsentieren will, ist im Koffer nur das Reisegepäck von Børge und Fie. Den Koffer mit dem Geld hat Fie mit in die Flitterwochen genommen. Als Yvonne ankündigt, dann könne sie sich jetzt ja viel intensiver um Egon kümmern, geht dieser lieber freiwillig zurück ins Gefängnis.

## Entstehungsgeschichte
Die Ouvertüre zu Elverhøj für die berühmte Szene im Königlichen Theater wurde eher zufällig gewählt. Regisseur Erik Balling hörte bei sich zu Hause im Radio die Olsenbandenmelodie, und gleich danach wurde die Ouvertüre zu Elverhøj gespielt. „Als ich die beiden Melodien gleich nacheinander im Radio hörte, hatte ich es: Wir könnten die Szenen im Königlichen Theater während der Ouvertüre zu Elverhøj machen.“
Die Idee, geräuschvolles verbrecherisches Handeln durch noch lautere Klassikpassagen zu übertönen, war zuvor bereits in den Verfilmungen von Der Mann, der zuviel wußte von Alfred Hitchcock aus den Jahren 1934 und 1956 umgesetzt worden: Hier sollte jeweils durch einen bestimmten Beckenschlag ein Schuss vertuscht werden.

## Deutsche Synchronisationen
Wie alle Filme der Reihe wurde dieser Film in der DDR durch die DEFA synchronisiert. Er ist dabei einer von drei Olsenbandenfilmen, die in der DDR nicht im Kino, sondern nur im Fernsehen zu sehen waren. Egon, Benny und Kjeld wurden dabei wie üblich von Karl Heinz Oppel, Peter Dommisch und Erhard Köster gesprochen; Margit Bendokat synchronisierte zum fünften und letzten Mal die Yvonne. Der bekannte Schauspieler Herbert Köfer war in einer Nebenrolle als Chefkoch zu hören, Herwart Grosse dazu als der Butler Joachim. Die Synchronregie führte Hella Graf.
In Westdeutschland erschien 1989 die Synchronisation des ZDF unter dem Titel Schlagbohrer mit Musik.

## Bedeutung
Die Szene im Königlichen Theater wird sowohl von vielen Fans als auch von zahlreichen Beteiligten als einer der Höhepunkte der gesamten Filmreihe angesehen. Das exakt auf die Musik abgestimmte Zuwerkegehen der Olsenbande erinnert an alte Zeichentrickfilme, genauer an eine Umkehrung des sogenannten Mickey-Mousing. Für fast zehn Minuten ab dem Musikeinsatz bei etwa 01:23:00 sind Handlungszeit und Laufzeit des Films synchron.
Ove Sprogøe und Poul Bundgaard betrachteten Die Olsenbande sieht rot als ihren Lieblingsfilm. Drehbuchautor Henning Bahs kritisierte hingegen die abgesehen von der Theatersequenz eher schwache Dramaturgie dieses Films.
Mit 1,2 Mio. verkauften Tickets ist der Film bis heute die erfolgreichste dänische Kinoproduktion. Bis 2008 wurden in Dänemark nur Titanic und Der Herr der Ringe: Die Gefährten von mehr Menschen gesehen. Allerdings wurden vor 1976 keine derartigen Daten erhoben.

## Anmerkungen

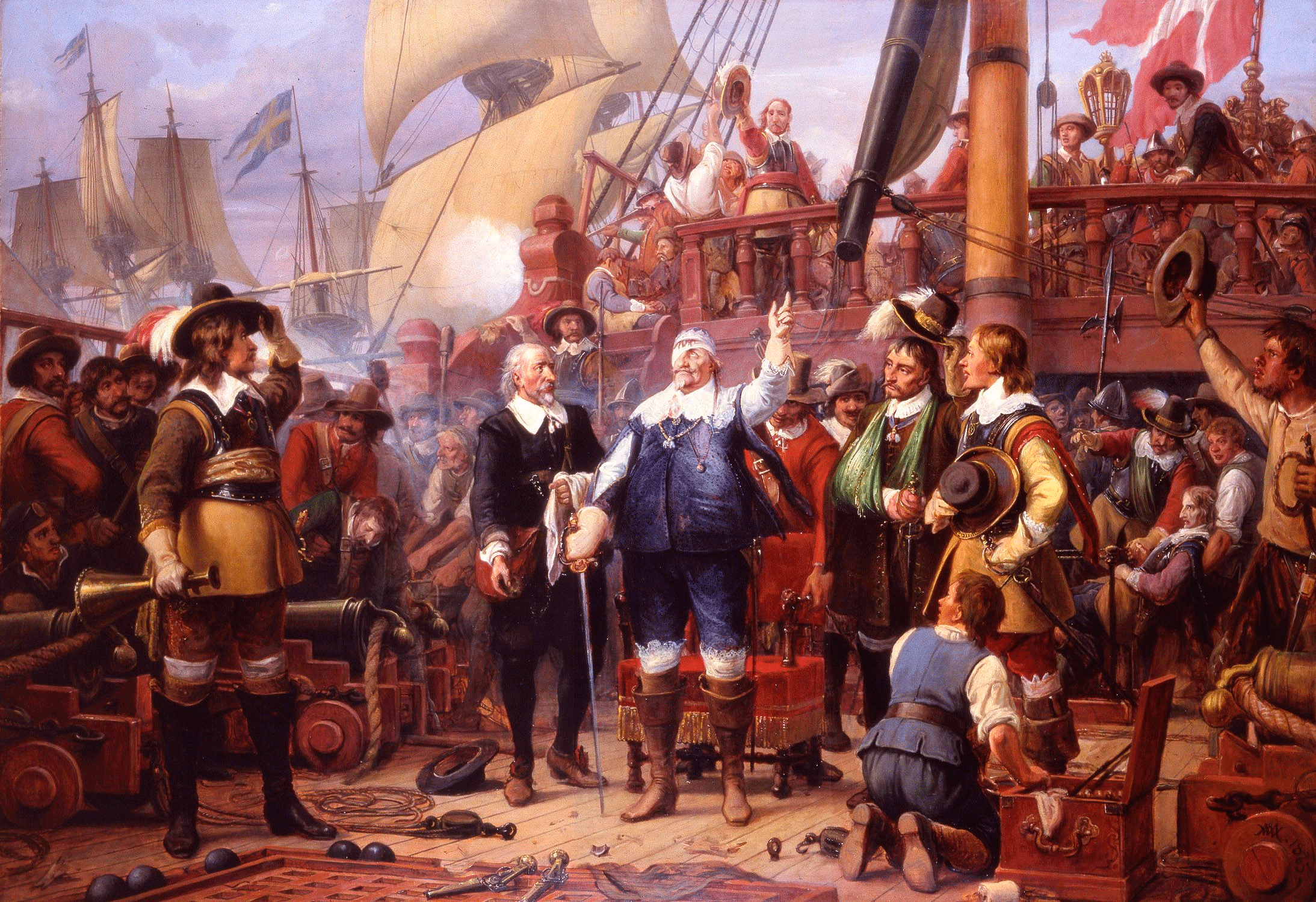
Vilhelm Marstrand: Christian IV. in der Schlacht auf der Kolberger Heide

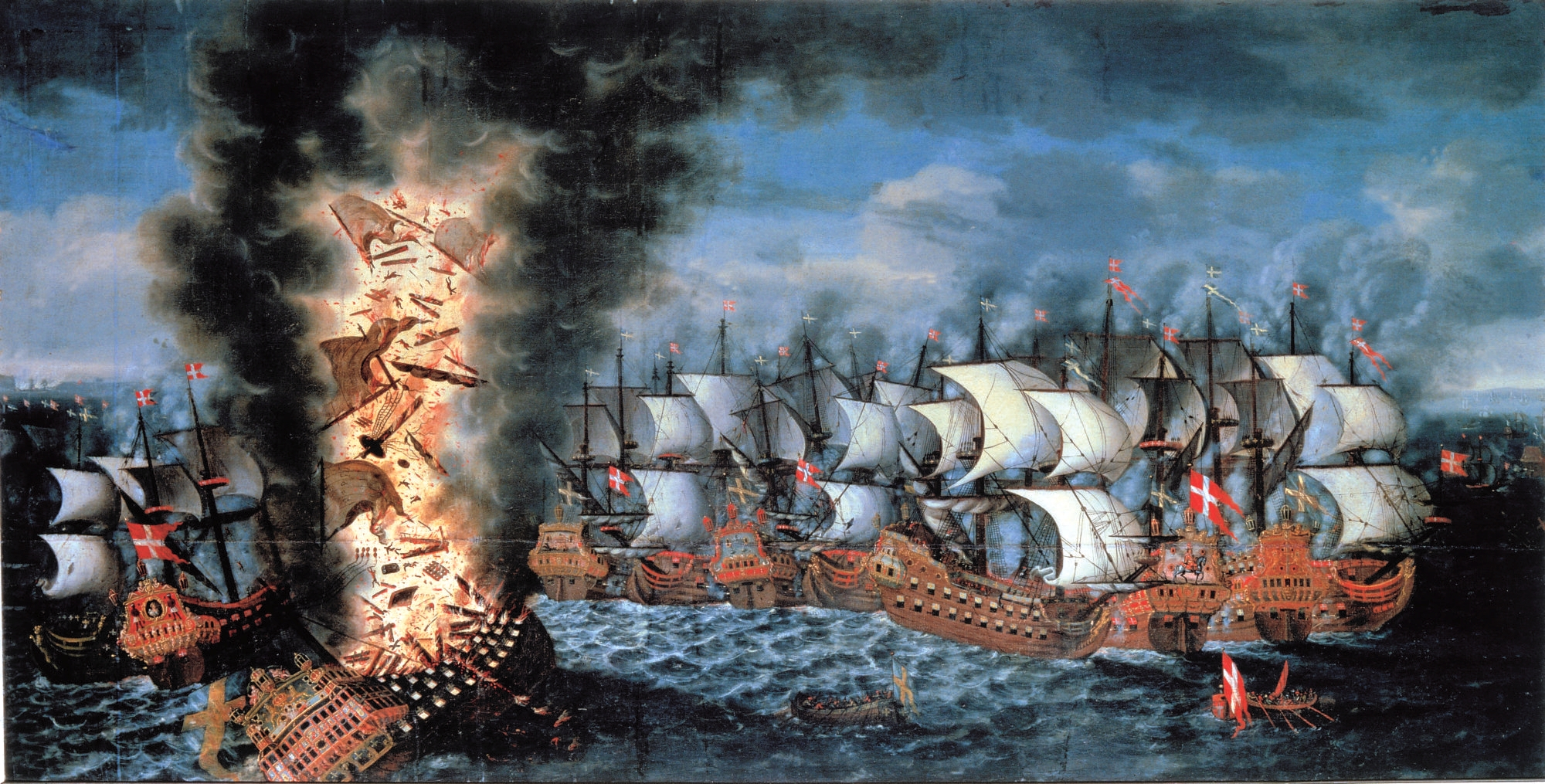
Claus Møinichen: Schlacht bei Öland